# NGC 290
NGC 290 (другое обозначение — ESO 29-SC19) — рассеянное скопление в созвездии Тукан. Расположено в теле диска Малого Магелланова Облака на границе сверхпузыря 37A.
Центральная часть скопления диаметром 50’’ содержит около 660 звёзд. Возраст скопления оценивается в 20-200 млн лет, металличность Z = 0.003 ± 0.002.
Этот объект входит в число перечисленных в оригинальной редакции «Нового общего каталога».